# Ridícul (pel·lícula)
Ridícul (títol original en francès Ridicule) és una pel·lícula francesa dirigida per Patrice Leconte el 1996, nominada a l'Oscar a la millor pel·lícula de parla no anglesa i guanyadora de diversos premis.
La pel·lícula està ambientada en el segle xviii i retrata la vida de la Cort de Lluís XVI al Palau de Versalles, on l'estatus social pot millorar o caure en desgràcia en funció de l'habilitat de cadascú per imposar insults enginyosos i evitar posar-se en ridícul. El protagonista necessitarà una llengua viperina i un enginy molt agut per tal de sobreviure en l'emperrucada, opulent i decadent Cort.
La història critica les injustícies socials a la França de finals del segle xviii, i mostra la corrupció i insensibilitat dels aristòcrates.
TV3 la va emetre l'any 2001 doblada al català.

## Argument
Grégoire Ponceludon de Malavoy és un jove aristòcrata ingenu i sense diners que arriba a la cort de Lluís XVI a Versalles per tal d'aconseguir els mitjans econòmics per assecar els aiguamolls de Dombes. Participa en aquesta vida, on l'honor i les paraules enginyoses són el centre d'una efervescència refinada i decadent.
La majoria dels gentilhomes de província com ell, preocupats per les seves terres, sofreixen (en vigílies de la Revolució Francesa) la feixuguesa burocràtica de l'Estat francès, però el baró s'obre camí al si de la Cort («arbre podrit») tant sí com no.
El marquès de Bellegarde li acaba prestant ajuda, donant-li l'allotjament i introduint-lo a la Cort, on Grégoire fa mostra d'un talent que temen els cortesans ja instal·lats; en el transcurs de la pel·lícula, el baró de Malavoy tindrà l'ocasió de mostrar-se ocurrent amb una vivacitat sense rival. En conseqüència, les intrigues es lliguen entre un favorit efímer del monarca (l'abat de Vilecourt), la seva amant (Senyora de Blayac), Grégoire i la filla del marquès de Bellegarde (Mathilde).
Grégoire pateix nombroses intrigues abans de d'aconseguir una cita per ser atès pel Rei en sessió privada. En el transcurs d'un duel Grégoire mata un oficial del Rei, ja que refusa l'amor de la Senyora de Blayac; el Rei es nega llavors a rebre «de moment» un home que ha matat un dels seus oficials.
Grégoire és convidat a una recepció on el fan ensopegar durant un ball per tal de ridiculitzar-lo i marxa de la Cort, després d'haver pronunciat un atac sagnant en el qual denuncia l'absurditat del combat de cortesans, ja que la cerca desenfrenada de les millors ocurrències dona a cada rival la força d'enfonsar els seus opositors en la misèria més obaga.
Després del començament de la Revolució, el marquès de Bellegarde, refugiat de la Revolució però sempre en cerca de l'enginy perfecte, troba al baró de Malavoy a Anglaterra, on és ara emigrant; es descobreix que està casat amb Mathilde i que finalment ha aconseguit convèncer el nou règim de la utilitat d'assecar els aiguamolls.

## Repartiment
- Charles Berling: Marquès Grégoire Ponceludon de Malavoy
- Jean Rochefort: Marquès de Bellegarde
- Fanny Ardant: Senyora de Blayac
- Judith Godrèche: Mathilde de Bellegarde
- Bernard Giraudeau: Abat de Vilecourt
- Bernard Dhéran: Senyor de Montalieri
- Carlo Brandt: Cavaller de Milletail
- Jacques Mathou: Abat de l'Epée
- Urbain Cancelier: Rei Lluís XVI
- Albert Delpy: Baró de Guéret
- Bruno Zanardi: Paul
- Marie Pillet: Charlotte
- Jacques Roman: Chevernoy
- Philippe Magnan: Baró de Malenval
- Maurice Chevit: notari

## Nominacions i premis
D'entre tots els guardons a què va optar, els principals van ser:

### Premis
- BAFTA a la millor pel·lícula de parla no anglesa
- César als millors  vestuari, director, disseny de producció i pel·lícula
- David di Donatello a la millor pel·lícula estrangera

### Nominacions
- Oscar a la millor pel·lícula de parla no anglesa
- Globus d'Or a la millor pel·lícula estrangera
- Palma d'Or al Festival Internacional de Cinema de Canes per Patrice Leconte
- César als millors actor,  fotografia,  muntatge,  música, so, actor secundari (Bernard Giraudeau i Jean Rochefort) i  guió (original o adaptació)
- Satellite Award a la millor pel·lícula en llengua estrangera i al millor disseny de vestuari